# Lycaena pseudobajuvaricus
Lycaena pseudobajuvaricus är en fjärilsart som beskrevs av Igor Kozhanchikov 1936. Lycaena pseudobajuvaricus ingår i släktet Lycaena och familjen juvelvingar. Inga underarter finns listade i Catalogue of Life.